# Њу Холанд (Охајо)
Њу Холанд (енгл. New Holland) насељено је место у америчкој савезној држави Охајо.

## Демографија
По попису из 2010. године број становника је 801, што је 16 (2,0%) становника више него 2000. године.
| Група             | 2000.       | 2010.       |
| Белци             | 764 (97,3%) | 779 (97,3%) |
| Афроамериканци    | 3 (0,4%)    | 2 (0,2%)    |
| Азијати           | 0 (0,0%)    | 2 (0,2%)    |
| Хиспаноамериканци | 2 (0,3%)    | 8 (1,0%)    |
| Укупно            | 785         | 801         |